# John Wishart (statisticien)
Pour les articles homonymes, voir John Wishart et Wishart.
John Wishart est un statisticien écossais né le 28 novembre 1898 à Montrose en Écosse et décédé le 14 juillet 1956 à Acapulco au Mexique.
Il est surtout célèbre pour avoir formulé la loi de Wishart, qui est une généralisation multidimensionnelle de la loi du χ², ou, dans le cas où le nombre de degré de libertés n'est pas entier, de la loi Gamma.

## Biographie
Il est né le 28 novembre 1898 à Montrose en Écosse mais sa famille déménage à Perth dès 1900. 
Il suit ensuite des cours à l'université d'Édimbourg dont il sort diplômé en 1922 après avoir servi deux ans dans l'armée (1917-1919). En 1924, il rejoint l'University College de Londres pour travailler avec Karl Pearson et aide ce dernier à établir ses Tables of the Incomplete Beta Function. En 1927, il accepte un poste de « démonstrateur mathématique » à l'Imperial College of Science puis a l'occasion en 1928 de devenir l'assistant de Ronald Aylmer Fisher à la station expérimentale de Rothamsted.
En 1931, George Udny Yule le recrute comme lecteur en statistiques à l'université de Cambridge.
Pendant la guerre, il est d'abord engagé comme capitaine puis est employé comme statisticien au service de l'amirauté de 1942 à 1946.
Après la guerre, il contribue à la création du laboratoire de statistiques de l'université de Cambridge dont il devient directeur en 1953.
Il épouse Olive Birdsall en 1924 et ils ont deux enfants.

## Publications
- (en) John Wishart, « The Generalised Product Moment Distribution in Samples from a Normal Multivariate Population », Biometrika, vol. 20A, nos 1-2,‎ 1928, p. 32-52 (DOI 10.1093/biomet/20A.1-2.32, JFM 54.0565.02)
- (en) John Wishart et M.S. Bartlett, « The Distribution of Second Order Moment Statistics in a Normal System », Proc. Camb. Phil. Soc, vol. 28,‎ 1933, p. 455–459